# Cabo Santiago (Taiwan)
Cabo Santiago  (en chino: 三貂角; pinyin: Sāndiāojiǎo) es un cabo situado en el distrito de Gongliao, Nueva Ciudad de Taipéi, en la isla de Taiwán. El cabo es el punto más oriental de la isla principal de Taiwán, y también el cabo más oriental de la República de China. El 5 de mayo de 1626, una flota española llegó a la punta noreste de Taiwán y bautizó al pueblo de Caquiunauan (Fulong en la actualidad) como San Diego. Posteriormente este nombre se extendió al cabo cercano.
Hay un faro situado en el cabo de Santiago, llamado faro de Santiago, que fue construido en 1931.